# Ferrán Gonzalo Vaquer
Ferrán Gonzalo Vaquer (2007) es un deportista español que compite en ciclismo en la modalidad de trials. Ganó una medalla de oro en el Campeonato Mundial de Ciclismo Urbano de 2024, en la prueba de equipo mixto.

## Palmarés internacional
| Campeonato Mundial | Campeonato Mundial | Campeonato Mundial | Campeonato Mundial |
| Año                | Lugar              | Medalla            | Competición        |
| ------------------ | ------------------ | ------------------ | ------------------ |
| 2024               | Abu Dabi (EAU)     | Medalla de oro     | Equipo mixto       |